# Aleksander Semkowicz
Aleksander Semkowicz (ur. 7 lutego 1850 we Lwowie, zm. 2 kwietnia 1923 tamże) – mediewista, profesor Uniwersytetu Lwowskiego.

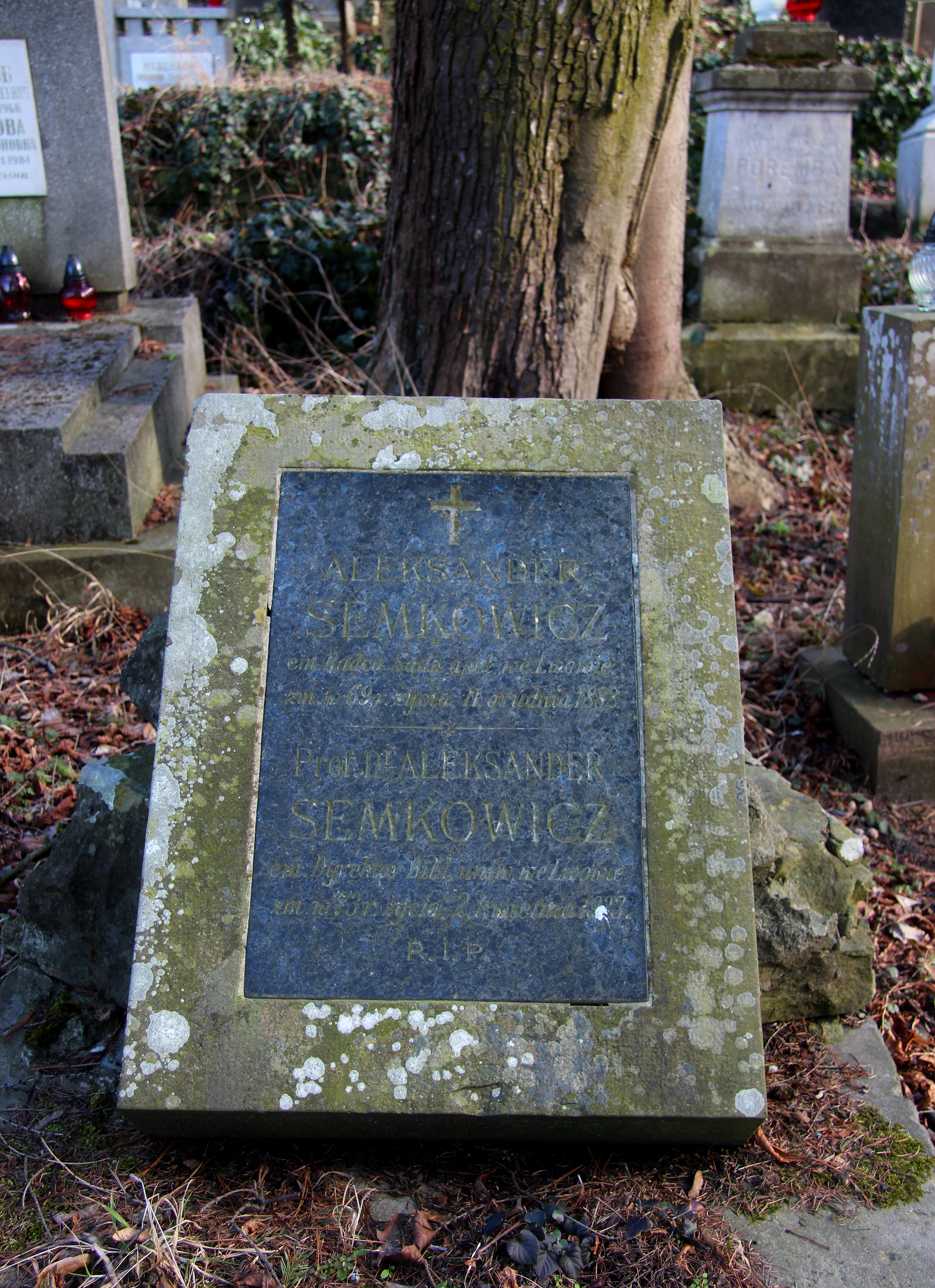
Nagrobek Aleksandra Semkowicza i jego ojca

## Życiorys
Był synem radcy Sądu Krajowego Aleksandra Semkowicza (zm. 1882) i Antoniny z domu Nycz. Uczęszczał do C. K. Gimnazjum w Samborze w latach 1861–1868 i C. K. Gimnazjum im. Franciszka Józefa we Lwowie w latach 1868–1869, gdzie i złożył maturę. Pracował jako nauczyciel historii w C. K. Gimnazjum im. Franciszka Józefa we Lwowie. W latach 1892–1912 kustosz i dyrektor Biblioteki Uniwersytetu Lwowskiego. Redaktor Kwartalnika Historycznego. Opublikował m.in. Krytyczny rozbiór «Dziejów polskich» Jana Długosza do roku 1384 (1887). Był członkiem korespondentem Polskiej Akademii Umiejętności i członkiem towarzystw naukowych, w tym Towarzystwa Historycznego we Lwowie.
Był laureatem Towarzystwa Literacko-Historycznego w Paryżu. W 1905 odznaczony Orderem Żelaznej Korony III klasy.
Po wybuchu I wojny światowej w 1914 został członkiem Miejskiej Straży Obywatelskiej we Lwowie (sekcja IV w dzielnicy I).
Został pochowany na Cmentarzu Łyczakowskim we Lwowie.
Był ojcem Władysława.